# Selnica Psarjevačka
Selnica Psarjevačka falu Horvátországban Zágráb megyében. Közigazgatásilag Szentivánzelinához tartozik.

## Fekvése
Zágrábtól 25 km-re északkeletre, községközpontjától 1 km-re délnyugatra fekszik.

## Története
A település 1961-ig Gornje Psarjevo településrésze volt. Lakosságát csak 1971-ben számlálták meg önállóan először, ekkor 177-en lakták. 1981-ig lakosságát Biškupec Zelinski területéhez számították.
2001-ben 233 lakosa volt.

## Lakosság
| Lakosság változása | Lakosság változása | Lakosság változása | Lakosság változása | Lakosság változása | Lakosság változása | Lakosság változása | Lakosság változása | Lakosság változása | Lakosság változása | Lakosság változása | Lakosság változása | Lakosság változása | Lakosság változása | Lakosság változása |
| ------------------ | ------------------ | ------------------ | ------------------ | ------------------ | ------------------ | ------------------ | ------------------ | ------------------ | ------------------ | ------------------ | ------------------ | ------------------ | ------------------ | ------------------ |
| 1857               | 1869               | 1880               | 1890               | 1900               | 1910               | 1921               | 1931               | 1948               | 1953               | 1961               | 1971               | 1981               | 1991               | 2001               |
| 0                  | 0                  | 0                  | 0                  | 0                  | 0                  | 0                  | 0                  | 0                  | 0                  | 0                  | 177                | 148                | 157                | 233                |

## Nevezetességei
Szent József tiszteletére szentelt kápolnája.

## Külső hivatkozások
- Szentivánzelina község hivatalos oldala